# Albatros W.8
Albatros W.8 – niemiecki dwumiejscowy pływakowy wodnosamolot myśliwski w układzie dwupłatu z okresu I wojny światowej, zaprojektowany i zbudowany w wytwórni Albatros-Werke GmbH. Zbudowana w liczbie trzech egzemplarzy maszyna przegrała rywalizację z konkurencyjnym wodnosamolotem Hansa-Brandenburg W.29 i pozostała na etapie prototypów.

## Historia i użycie

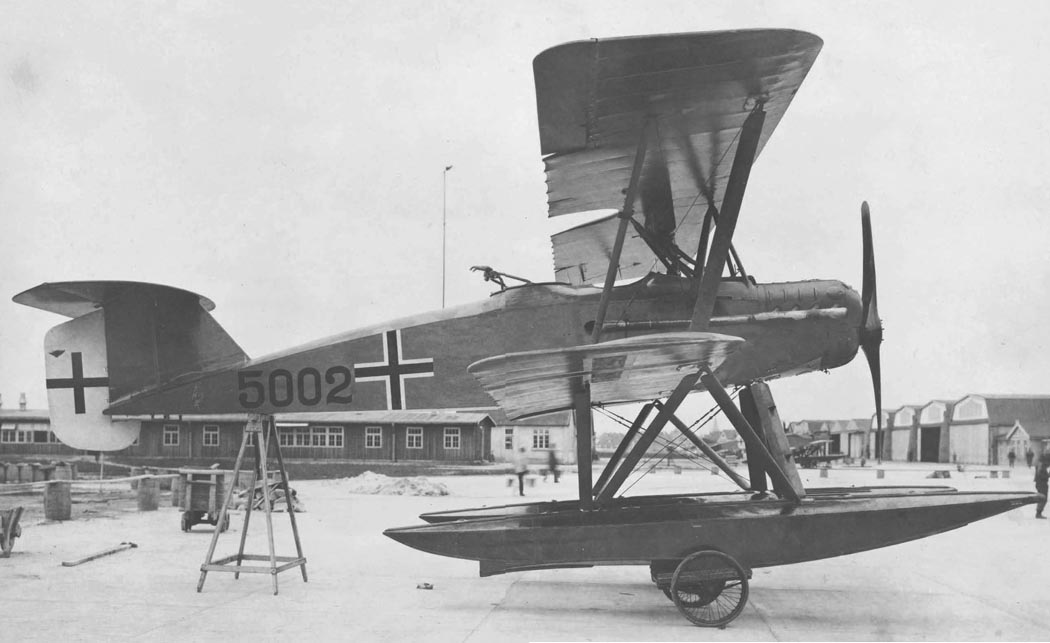
Drugi prototyp wodnosamolotu Albatros W.8

Na przełomie 1917 i 1918 roku wytwórnia Albatros-Werke GmbH zaoferowała Kaiserliche Marine projekt dwumiejscowego wodnosamolotu myśliwskiego, mającego potencjalnie zastąpić używany przez marynarkę Hansa-Brandenburg W.12. Do napędu płatowca o oznaczeniu Albatros W.8 zamierzano użyć eksperymentalnego silnika Benz Bz.IIIb o mocy 143 kW (195 KM). Konstrukcja usterzenia ogonowego w porównaniu do Hansa-Brandenburg W.12 ograniczała jednak w większym stopniu pole ostrzału tylnego strzelca. Pierwszy prototyp miał zamontowany spiczasty kołpak na śmigle.
Zbudowano trzy egzemplarze samolotu Albatros W.8, które otrzymały numery 5001–5003, nadane w 1918 roku przez Kaiserliche Marine (przy czym nie wiadomo, czy ostatni egzemplarz o numerze 5003 został w ogóle ukończony). Przeprowadzone testy wykazały, że W.8 miał mniejszą prędkość maksymalną zarówno od Hansa-Brandenburg W.12, jak też od jego ulepszonego następcy – Hansa-Brandenburg W.29. Również dostępność wykorzystanych do napędu W.8 silników Benz Bz.IIIb była niewystarczająca, co w parze z gorszymi od konkurencji osiągami i układem konstrukcyjnym zadecydowało o nieskierowaniu samolotu do produkcji seryjnej.
W.8 był ostatnim wodnosamolotem wytwórni Albatros zbudowanym podczas I wojny światowej.

## Opis konstrukcji i dane techniczne
Albatros W.8 był dwumiejscowym, jednosilnikowym wodnosamolotem pływakowym w układzie dwupłatu konstrukcji drewnianej. Długość samolotu wynosiła 9,59 metra, a jego wysokość 3,39 metra. Rozpiętość skrzydeł wynosiła 11,46 metra, zaś powierzchnia nośna 27,3 m². Masa użyteczna wynosiła 500 kg.
Napęd stanowił chłodzony cieczą 8-cylindrowy silnik rzędowy Benz Bz.IIIb o mocy 143 kW (195 KM). Prędkość maksymalna samolotu wynosiła 150 km/h. Maszyna osiągała wysokość 1000 metrów w czasie 6,5 minuty i 3000 metrów w 34 minuty, zaś długotrwałość lotu wynosiła 3,5 godziny. Zasięg samolotu wynosił 500 km.
Myśliwiec uzbrojony był w jeden stały zsynchronizowany karabin maszynowy LMG 08/15 oraz jeden ruchomy karabin maszynowy Parabellum strzelca pokładowego.